# إلمو تانر
إلمو تانر (بالإنجليزية: Elmo Tanner) هو دي جيه أمريكي، ولد في 8 أغسطس 1904 في ناشفيل في الولايات المتحدة، وتوفي في 20 ديسمبر 1990 في سانت بيترسبرغ في الولايات المتحدة.

## وصلات خارجية
- إلمو تانر على موقع IMDb (الإنجليزية)
- إلمو تانر على موقع ميوزك برينز (الإنجليزية)
- إلمو تانر على موقع ديسكوغز (الإنجليزية)